# Чулна (Люблінське воєводство)
Чулна (пол. Czółna) — село в Польщі, у гміні Неджвиця-Дужа Люблінського повіту Люблінського воєводства.
Населення — 468 осіб (2011).

## Демографія
Демографічна структура станом на 31 березня 2011 року:
|          | Загалом | Допрацездатний вік | Працездатний вік | Постпрацездатний вік |
| -------- | ------- | ------------------ | ---------------- | -------------------- |
| Чоловіки | 239     | 51                 | 153              | 35                   |
| Жінки    | 229     | 56                 | 119              | 54                   |
| Разом    | 468     | 107                | 272              | 89                   |